# Villouxel
Villouxel is een gemeente in het Franse departement Vosges (regio Grand Est) en telt 86 inwoners (2009). De plaats maakt deel uit van het arrondissement Neufchâteau.

## Geografie
De oppervlakte van Villouxel bedraagt 4,7 km², de bevolkingsdichtheid is dus 18,3 inwoners per km².
De onderstaande kaart toont de ligging van Villouxel met de belangrijkste infrastructuur en aangrenzende gemeenten.

## Demografie
Onderstaande figuur toont het verloop van het inwonertal (bron: INSEE-tellingen).